# Tom Audenaert
Tom Audenaert, né le 21 mai 1979 à Lokeren est un acteur belge néerlandophone.

## Filmographie partielle

### Cinéma
- 2011 : Hasta la vista de Geoffrey Enthoven : Jozef
- 2014 : Halfweg de Geoffrey Enthoven
- 2014 : Les Rayures du zèbre de Benoît Mariage : Koen
- 2014 : Brabançonne de Vincent Bal : Andries
- 2015 : Wat mannen willen de Filip Peeters
- 2015 : Moonwalkers de Antoine Bardou-Jacquet
- 2016 : L'Idéal de Frédéric Beigbeder
- 2019 : Music Hole de Gaetan Liekens et David Mutzenmacher
- 2024 : Colocs de choc d'Élodie Lélu

### Courts métrages
- 2022 : Patanegra de Méryl Fortunat-Rossi : Tom

### Télévision
- 2016 : La Trêve de Matthieu Donck : René Verelst, policier
- 2017 : Unité 42 : Bob Franck (rôle principal)
- 2017 : Occupied : Tom Kohler (deuxième saison)
- 2018 : La Trêve de Matthieu Donck : René Verelst, policier
- 2019 : Unité 42 : Bob Franck (rôle principal)

## Distinctions
- 2012 : 3e cérémonie des Ensors : meilleur espoir pour son rôle dans Hasta la vista